# Nyctographie
Selon le Grand dictionnaire universel du XIXe siècle, la nyctographie désigne l'art d'écrire sans y voir. 

## Historique
En 1775, un certain docteur Franklin utilise une tablette d'ivoire pour écrire la nuit sans y voir. 
Un brevet d'invention pour l'art d'écrire sans le secours des yeux est attribué à Julien Leroy le 30 octobre 1815 pour une durée de cinq ans, un art que le dénommé appelle Nyctographie. Son instrument est malencontreusement orthographié nitographe dans le bulletin de la Société d'encouragement pour l'industrie nationale de novembre 1817. Le dénommé Jacques Dejernon obtient cependant un brevet de cinq ans le 19 août 1819 pour un instrument qu'il appelle également nyctographe, et destiné, comme celui de Julien Leroy, à faire écrire les aveugles.
Un certain M. Julien,  à qui l'on attribue l'invention des cannelles aérifères[Quoi ?], fait quant à lui l'objet d'un rapport dans ce même bulletin de novembre 1817 sur son instrument pour écrire à l'usage des aveugles appelé cæcographe. Ses réalisations sont décrites deux ans plus tard comme ingénieuses dans un rapport du bulletin de janvier 1820 sur le nyctographe de  M. Dejernon. Si le cæcographe de M. Julien atteint bien au but que l'auteur s'est proposé, l'instrument, qualifié de construction simple, serait susceptible de perfectionnement. Le rapporteur pose dès lors la question de savoir si le nyctographe de  M. Dejernon est mieux.
Quoi qu’il en soit, ce nyctographe est qualifié de fort utile par Roch-Ambroise Cucurron Sicard, Valentin Haüy et un certain M. Guillié, le probable directeur de l'institut national des jeunes aveugles en 1820. Charles Pougens en a même fait l'éloge , tant et si bien que l'invention de M. Dejernon est la seule référencée dans le Dictionnaire des découvertes. 
La nyctographie n'est pas reconnue comme « un art à part entière » dans tous les dictionnaires, le terme disparait en 1825 du Dictionnaire technologique, lequel classe le nyctographe de Julien Leroy dans la catégorie « Écrivains, maître d'écriture ».